# Janina Kuczera
Janina Sabina Kuczera (ur. 5 grudnia 1925 w Warszawie, zm. 15 września 2022) – polska biofizyk, prof. dr hab.

## Życiorys
W 1952 ukończyła studia fizyczne na  Uniwersytecie Wrocławskim. W tym samym roku rozpoczęła pracę w Wyższej Szkole Rolniczej (od 1972 Akademii Rolniczej) we Wrocławiu. Tam w 1967 obroniła pracę doktorską. W 1983 uzyskała na Wydziale Biologii i Nauk o Ziemi Uniwersytetu Jagiellońskiego stopień doktora habilitowanego. W 1989 otrzymała tytuł profesora nauk fizycznych. 
Pracowała w Katedrze Fizyki i Biofizyki na  Wydziale Rolniczym Akademii Rolniczej we Wrocławiu, w latach 1973-1996 kierowała Pracownią Izotopową, w latach 1987-1990 była prodziekanem Wydziału Rolniczego AR.

## Odznaczenia i wyróżnienia
- Nagroda Rektora (wielokrotnie)[4]
- Nagroda Ministra[4]
- Medal „Za Zasługi dla Akademii Rolniczej we Wrocławiu”[4]
- Złoty Krzyż Zasługi[4]
- Krzyż Kawalerski Orderu Odrodzenia Polski[4]